# Антоніу Карлус Жобін
Антоніу Карлус Жобін (порт. Antônio Carlos Brasileiro de Almeida Jobim — Анто́ніу Ка́рлус Бразіле́йру ді Алме́йда Жобі́н, 25 січня 1927 — 8 грудня 1994), відомий як Том Жобім (англ. Tom Jobim) — бразильський музикант, інструменталіст, співак і композитор, один із засновників босанови.

## Біографія

### Молоді роки
Антоніу Карлус Жобін народився 25 січня 1927 у Ріо-де-Жанейро. Він був сином держслужбовця, журналіста, поета і літературного критика, Жоржі ді Олівейра Жобіна та викладача Нілзи Бразілейру ді Альмейда, директора відомої в Ріо-де-Жанейро жіночої школи.
1931 року народилася його єдина сестра, Елена Ізаура Жобін, майбутня письменниця та журналістка.
Ім'я «Том» він отримав від матері, натхненної французькою піснею, а також тим, що маленька Елена не могла вимовити повне ім'я старшого брата.
Батько Тома був людиною культури дев'ятнадцятого сторіччя, глибоко релігійною, мав серйозні розбіжності з дружиною, що була молодша від нього на 21 рік і схильна до соціалістичних ідей. Він нудьгував за Бразилією під час своїх закордонних призначень і, врешті, відмовився від дипломатичної кар'єри на користь посади інспектора з навчання в Міністерстві освіти. Фігура батька мала вплив на все життя Тома і він так само страждав за батьківщиною під час перебування за її межами. 1935 року батько Тома, Жоржі Жобін, помер від серцевого нападу. На думку його дочки Елени, зупинка серця сталася через передозування морфіну, що був призначений як антидепресант.
Мати Нілза одружилася 1937 року з Сельсо Фрота Пессоа. Вітчим був соціалістом і агностиком, дуже відрізнявся від Жоржі і також значно вплинув на майбутнє Тома. Він спонукав Тома до розвитку його музичного таланту.
Том зростав у середовищі, що сприяло його музичній освіті. Вдома слухали Баха, Стравинського, Шенберга, Прокоф'єва, Дебюссі, Равеля і Бартока, а також бразильську музику Ейтора Вілла-Лобоса, Арі Баррозу, Дорівала Кайммі, Пішінгінья і шору (порт. choro).
У 14 років Том відкрив для себе фортепіано і захопився ним. Згодом, оволодівши фортепіанною технікою, він присвятив себе композиції і навчився грати на флейті й гітарі.
У 1946 він вступив на архітектурний факультет, але незабаром покинув його, бо вирішив присвятити життя музиці.

### Початок музичної кар'єри
1949 року Жобім одружився з Терезою Отеру Германні, а роком пізніше народився його перший син, Пауло. Друга дитина, дочка Елізабет, народилася 1957 року.
Піклуючись про родину, він почав шукати виступів за платню і грати в нічних клубах Копакабани разом зі своїм близьким другом і музичним партнером Ньютоном Мендонсою. Особливістю багатьох з цих закладів була їхня «тематичність», кожен був присвячений певному стилю музики, популярної в Бразилії на той час: самба, танго, джаз, свінг, французький шансон та американські пісні. Це стало для Тома важливим тренуванням, і саме в цих закладах він заявив про себе і вдосконалив своє особисте відчуття гармонії.
Через свого дядька Том отримав роботу піаніста на радіо Ріо-де-Жанейро, одночасно з грою в нічних клубах. Це були його перші професійні робочі місця. 1952 року Жобім почав працювати на студії звукозапису Continental. Його робота полягала в записі музики, складеної іншими музикантами студії, але спосіб «запису» Жобіма був дуже особистим: він аранжував і доповнював музичні фрагменти, що потребували запису.

Том Жобім. 1965 рік

У квітні 1953 року вийшла перша платівка із піснею Жобіма Inserteza (у виконанні Моріса Моурі), створеною разом з Ньютоном Мендонсою, а кількома місяцями пізніше з'явилися Pensando em Você та Faz uma Semana у виконанні Ернані Філью.
Першим успіхом Жобіма як композитора стала присвячена його дружині Терезі пісня в ритмі самби («самба-кансау») Tereza da Praia на слова Біллі Бланку, записана Діком Фарні і Лусіу Алвесом 1954 року.
1954 рік взагалі був вирішальним для кар'єри Жобіма. Студія Continental вирішила випустити платівку, присвячену місту Ріо-де-Жанейро, і Жобім узяв участь у її створенні. Альбом вийшов під назвою Rio de Janeiro — Sinfonia Popular em Tempo de Samba з текстами Біллі Бранку і у виконанні таких популярних співаків, як Елізет Кардозу, Дік Фарні, Лусіу Алвес та інших. Музика була доручена не безпосередньо Жобіму, а його керівнику, Радамесу Гнаталлі (тодішньому головному організатору компанії звукозапису), але ця робота дуже зміцнила репутацію молодого композитора.
Того ж року на національному радіо була представлена симфонічна композиція Жобіма Lenda, присвячена його батьку, він працював з усіма основними бразильськими виконавцями того часу, в тому числі — з Луїсом Бонфа. Наприкінці 1954 року він вважався одним з кращих аранжувальників і композиторів країни.

Постер фільму «Чорний Орфей»

1955 року Жобім став музичним директором найважливішого в Бразилії лейбла Odeon. Наприкінці року він пішов зі студії, але отримав багатий досвід і можливість працювати з Алоїзіу ді Олівейра, своїм майбутнім співавтором багатьох пісень, що стали класикою босанови.
1956 року поет та драматург Вінісіус ді Морайс запропонував Жобіму попрацювати над своєю п'єсою «Orfeu da Conceição», версією класичного міфу про Орфея та Еврідіку. Один одного знали мало, але відвідували той самий клуб в Іпанемі, Clube da Chave. Клуб був справжньою колискою бразильської музики п'ятдесятих років і Том грав у ньому на піаніно. Результатом цієї пропозиції стала дружба і багаторічна плідна співпраця, яка змінила популярну бразильську музику. Том і Вінісіус замкнулися в квартирі і після декількох спроб на теми самби створили яскраві пісні, як Se todos fossem iguais a você, Eu e o meu amor, Um nome de mulher.
П'єса вперше була виконана 25 вересня 1956 року в Муніципальному театрі в Ріо-де-Жанейро, з Орфеєм у виконанні Гарольду Кости й Дірсі Пайва в ролі Еврідіки. Вистава мала великий успіх і стала значною подією у культурному і громадському житті Ріо. В жовтні того ж року, Алоїзіу ді Олівейра, генеральний директор Odeon, випустив платівку з піснями вистави. Том Жобім диригував оркестром, на гітарі грав Луїс Бонфа, а Орфея співав виконавець самби (порт. sambista) Роберту Пайва.
Музична кар'єра Жобіма як композитора отримала новий імпульс, його пісні записували найвідоміші виконавці, Сільвія Теллес готувала випуск нових пісень Foi a Noite та Luar e Batucada, написаних Жобімом у тандемі з Ньютоном Мендонсою.

### «Чорний Орфей»
У 1957 році французький продюсер Саша Гордін, знайомий з Вінісіусом ді Морайсом, задумав зробити фільм, заснований на п'єсі «Orfeu da Conceição». Гордін вирішив не використовувати вже написаної для п'єси музики, натомість створити нове, оригінальне музичне наповнення для спільного франко-італо-бразильського фільму і залучити з цією метою Жобіма і Вінісіуса. Протягом декількох днів, у співпраці телефоном (Вінісіус перебував у Монтевідео з дипломатичною місією), були написані кілька нових пісень: A Felicidade, Frevo та O Nosso Amor.
Режисер Марсель Камю та Гордін знайшли зроблене недостатнім і додали ще дві композиції Луїса Бонфа, який вже був виконавцем гітарних саундтреків. Бонфа запропонував свої дві неопубліковані мелодії, Вінісіус відхилив запрошення писати до них тексти, тому слова до Manhã de Carnaval та Samba do Orfeu написав Антоніу Марія. Вінісіус протестував, бо вважав тексти занадто позитивними і оптимістичними, як для його намірів відродження грецької трагедії. Провідні ролі виконали Брено Мелло (Орфей) і Марпесса Доун (Еврідіка), але оскільки перший не був співаком, а друга була американкою, для виконання пісень їх довелося дублювати, відповідно, Агостінью дус Сантусу і Елізет Кардозу.
Фільм «Чорний Орфей» здобув Золоту пальмову гілку на 12-му Каннському кінофестивалі 1959 року, став володарем «Золотого глобуса» та «Оскара» за кращий іноземний фільм
Пісні фільму були надзвичайно успішними і привернули до Тома Жобіма і Луїса Бонфа міжнародну увагу. Ці пісні вже мали усі компоненти босанови, хоча термін «босанова» тоді до них не застосовували: музика Жобіма, вірші Вінісіуса та гітарні композиції, що містили всі ритмічні характеристики, які згодом зробили жанр знаменитим.

### Босанова
1958 року на студії Odeon вийшов альбом Canção do Amor Demais. Він складався з пісень Тома Жобіма та Вінісіуса ді Морайса у виконанні співачки Елізет Кардозу, і містив дві композиції, в яких грав на гітарі Жуан Жілберту: Outra Vez та Chega de Saudade. Своєрідна манера виконання Жілберту вразила не тільки Жобіма, вона викликала сенсацію в музичному світі Ріо і хвилю наслідувань. Виходом цих двох пісень у виконанні Жілберту датується поява нового стилю — босанови.
Наступний період став для Жобіма дуже плідним. Всі відомі бразильські співаки у 1959—1960 роках записували його пісні або цілі альбоми з його піснями, він писав музику, сам грав у клубах і на радіо.

Том Жобім і Шику Буаркі на Першому міжнародному пісенному фестивалі

1959 року Том разом з Вінісіусом створив альбом Por Toda a Minha Vida для співачки Леніти Бруно та симфонічного оркестру. Того ж року Сільвія Теллес записала Amor De Gente Moça виключно на музику Жобіма, протягом цього і наступного року виходять альбоми Жуана Жілберту Chega De Saudade, Brazil's Brilliant та O Amor, O Sorriso E A Flor з його піснями. Том почав працювати на бразильському телебаченні: диригував оркестром в програмі «Noite de Gala», протягом року мав власну програму «O Bom Tom» на Canal 5 телебачення Сан-Паулу.
У 1959—1960 роках Жобім з ді Морайсом на замовлення президента Бразилії Жуселіану Кубічека працювали над симфонією в п'яти частинах Brasília — Sinfonia da Alvorada, присвяченою заснуванню нової столиці країни Бразиліа. Зрештою, шоу з виконанням симфонії було визнано занадто дорогим і відкриття пройшло без нього. Симфонія була записана на студії Columbia і вийшла окремим альбомом 1961 року, а 1966 року була виконана на телевізійному каналі «Ексельсіор» у Сан-Паулу.
В ці роки з'являється багато нових пісень. У постійному тандемі з Вінісіусом ді Морайсом Том пише Canção da eterna despedida, È Preciso Dizer Adeus, Canta, Canta Mais, O Que Tinha de Ser, Sem Você, Brigas та Eu Sei Que Vou Te Amar. У зв'язку з від'їздом Вінісіуса до Уругваю Жобім мав змогу співпрацювати з іншими поетами і композиторами. Самостійно (музика і текст) він створив в цей час Insensatez, Esquecendo Você, Este Seu Olhar, Fotografia  та Só em Teus Braços, разом з давнім другом Ньютоном Мендонсою написав Desafinado, Meditação і Samba de Uma Nota Só. У співпраці з Алоїзіу ді Олівейра народжені De Você Eu Gosto, Dindi , Demais та Eu Preciso de Você.
2 серпня 1962 в ресторані Au Bon Gourmet Алоїзіу ді Олівейра організував шоу «Encontro» за участю Жобіма, Вінісіуса ді Морайса, Жуана Жілберту і популярного вокального колективу Os Cariocas. Для Вінісіуса це був перший публічний виступ. Декілька нових пісень, що були представлені виконавцями, згодом увійшли в історію боссанови: Só Danço Samba, Samba do Avião і найвідоміший твір тандему Том-Вінісіус — Garota de Ipanema. У наступні два роки Garota de Ipanema була записана понад сорок разів у Бразилії та Сполучених Штатах.

### Успіх в Сполучених Штатах
1962 року саксофоніст Стен Гетц і гітарист Чарлі Берд випустили знаменитий альбом Jazz Samba, що започаткував знайомство Сполучених Штатів з босановою. Найуспішнішою композицією альбому стала інструментальна версія Desafinado, за яку того ж року Гетц отримав Греммі. 21 листопада 1962 року в нью-йоркському Карнегі-хол відбувся великий концерт босанови, де були представлені всі визначні бразильські митці того часу: Жуан Жілберту, Том Жобім, Луїс Бонфа, Роберту Менескаль, Сержіо Мендес, Агостінью душ Сантос. Деяка плутанина з виступами, погані організація і акустика викликали досить прохолодну реакцію критики на новий стиль.
Проте Жобім, Жілберту і Мендес лишилися в Сполучених Штатах. Том мав успіх як виконавець в клубах Вашингтона, 28 грудня 1962 року разом з Джеррі Малліганом брав участь у присвяченій босанові музичній програмі на каналі CBS У лютому 1963 року на студії Verve Records Жобім бере участь у записі Jazz Samba Encore! зі Стеном Гетцем та Луїсом Бонфа, в березні того ж року зі Стеном Гетцем і Жуаном Жілберту працює над записом Getz/Gilberto, визначним альбомом в історії босанови, що ознайомив світ з Garota de Ipanema у виконанні Аструд Жілберту, а вже в травні за пропозицією продюсера Кріда Тейлора Жобім записує свій перший американський сольний альбом, інструментальний The Composer of Desafinado Plays.
Завдяки досягнутому успіху Жобім зацікавив інші лейбли. 1964 року на Warner Bros. Records виходить аранжований Нельсоном Ріддлом сольний альбом The Wonderful World of Antônio Carlos Jobim, а 1967 року — A Certain Mr. Jobim за участю Клауса Огермана. Одночасно не припиняється його співпраця з бразильськими лейблами, заснована Алоїзіу ді Олівейра студія Elenco випускає 1964 року спільний альбом Жобіма з Доривалем Кайммі та його синами. Того ж 1964 року він заснував власну музичну корпорацію Corcovado Music і започаткував співпрацю з Реєм Гілбертом, автором англійських версій пісень Жобіма.
Наприкінці 1966 року Френк Сінатра зателефонував Жобіму в Ріо-де-Жанейро і запропонував створити спільний запис. Том прибув в США в січні 1967 року, запис відбувся Лос-Анджелесі та, за бажанням Сінатри, включав три композиції інших авторів, аранжовані Клаусом Огерманом у бразильських ритмах, і сім пісень Жобіма, перекладених англійською. Том Жобім акомпанував Сінатрі на гітарі і фортепіано, а також виступив бек-вокалістом. Альбом Francis Albert Sinatra & Antônio Carlos Jobim вийшов у березні 1967 року, отримав високу оцінку критиків і високий рівень продажу. У листопаді 1967 на каналі NBC Том разом з Еллою Фіцджеральд брав участь у телевізійному шоу Сінатри «A Man and His Music + Ella + Jobim» у супроводі оркестру під керуванням Нельсона Ріддлі. Два роки по тому Сінатра записав ще один диск з піснями і за участю Жобіма та аранжуванням Еуміра Деодату: Sinatra & Company (вийшов 1971 року).
Продюсер Крід Тейлор на новоствореному лейблі A&M Records 1967 року записав ще один сольний альбом Жобіма: Wave, з миттєво ставшими популярними композиціями Wave, Batidinha та Triste. Альбом, згідно Billboard, посів 5 місце в чарті серед джазових альбомів Того ж року почалася успішна співпраця і дружба Жобіма зі співаком Шику Буаркі, разом вони 1968 року отримали нагороду за пісню Sabiá на III Міжнародному пісенному фестивалі в Ріо-де-Жанейро.

### Маестро
На початку 1970-х Жобім записав альбоми Stone Flower і Tide для CTI Records, продюсовані Крідом Тейлором.

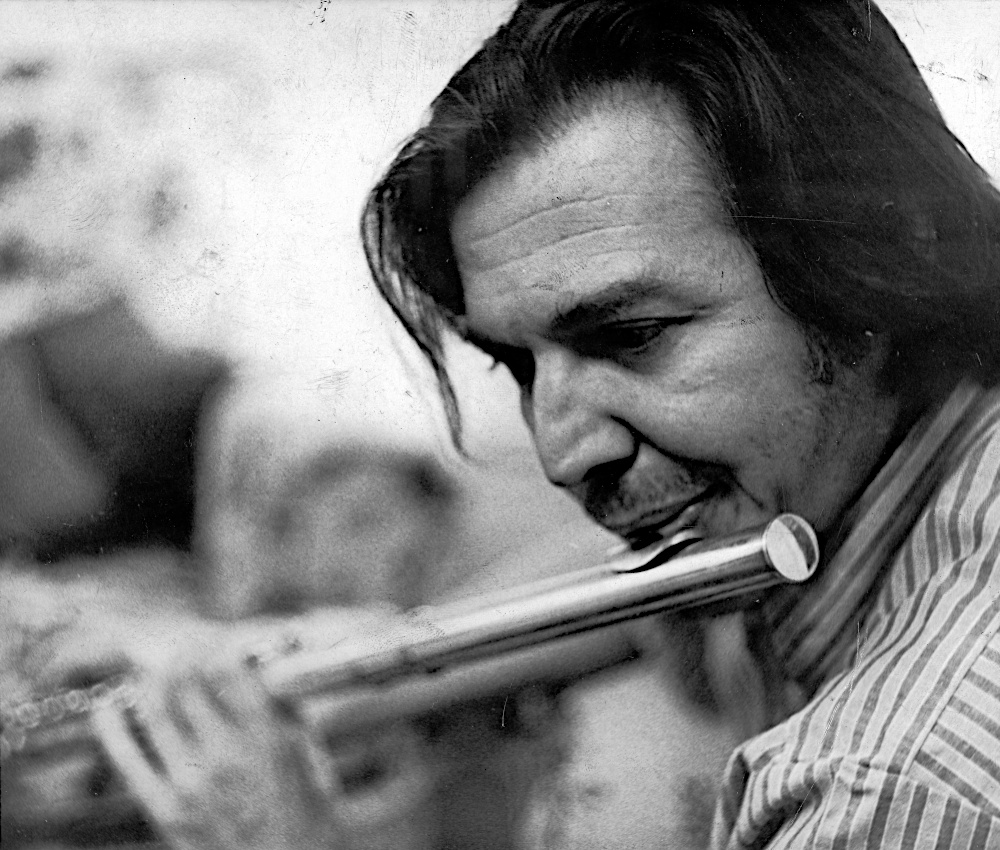
Том Жобім. 1972 рік

1972 року він написав Águas de Março, одну з найяскравіших бразильских пісень всіх часів, самостійно створивши тексти португальською і англійською. Вперше португальська версія пісні з'явилася на міні-платівці Disco de Bolso — додатку до тижневика «O Pasquim». Другий запис пісні у виконанні Еліс Режини стався того ж року для альбому Elis. І втретє пісня була видана 1972 року в сольному альбомі Jobim з продюсером Клаусом Огерманом (реліз цього альбому в Бразилії мав назву Matita Perê).
1974 року на MGM Records в Лос-Анжелесі вийшов знаменитий альбом Elis & Tom. До нього, окрім низки пісень Жобіма у виконанні Еліс Режини, також увійшла Águas de Março, виконана дуетом Тома та Еліс. Цей альбом згодом посів 11 місце серед бразильських альбомів всіх часів за версією Rolling Stone та увійшов 2007 року до Залу слави «Латинскої Греммі».
1975 року Том Жобім познайомився і зав'язав стосунки з 19-річною Аною Беатріс Лонтра, фотографом, котра 1986 року стала його другою дружиною. 1978 року в цієї пари народився син Жуан Франсіску, а 1987 року — дочка Марія Луїза Елена.
У другій половині 70-х Жобім багато співпрацює з співачкою Міушею (справжнє ім'я — Елоїза Марія Буаркі ді Олланда), сестрою Шику Буаркі. Міуша стає основною виконавицею його нових пісень. Разом вони записують на RCA Records альбоми Miúcha & António Carlos Jobim (1977) та Miucha & Tom Jobim (1979). 1977 року Алоїзіу ді Олівейра організував у театрі Canecão (Ріо-де-Жанейро) музичне шоу на честь Вінісіуса ді Морайса, за участю Жобіма, Токінью, Міуші і самого Вінісіуса. Шоу мало великий успіх, також було продемонстроване в турі по Південній Америці та Європі і увічнене записом альбому Gravado ao Vivo no Canecão.
Наступні роки Жобім багато пише для кіно і телебачення, створює саундтреки до фільмів і серіалів, деякі з яких, як Gabriela до фільму 1983 року тієї ж назви, стають популярними піснями. Він також записує 1981 року Edu e Tom з Еду Лобу та Rio Rivisited 1987 року зі співачкою Галою Коста. Том багато виступає у супроводі Banda Nova — музичної групи, створеної з його дітей і дружини Ани, дітей його друзів, зокрема, у Віденському концертному залі (1984), у Карнегі-хол і на джазовому фестивалі у Монтре 1985 року. Він отримує численні премії, нагороди та почесні звання, багато уваги приділяє популяризації бразильської музики та увічненню пам'яті Вінісіуса ді Морайса. 1989 року бере участь в концерті у Карнегі-хол, присвяченому 25-річчю Garota de Ipanema.
Останній сольний альбом Antonio Brasileiro записаний ним 1994 року.
У травні 1994 року Том Жобім повернувся з останнього концерту в Єрусалимі і виїхав до Нью-Йорку для лікування. Там, у нью-йоркському медичному центрі Маунт Синай, він помер 67 років від серцевого нападу 8 грудня 1994 року.

## Визнання, премії та нагороди

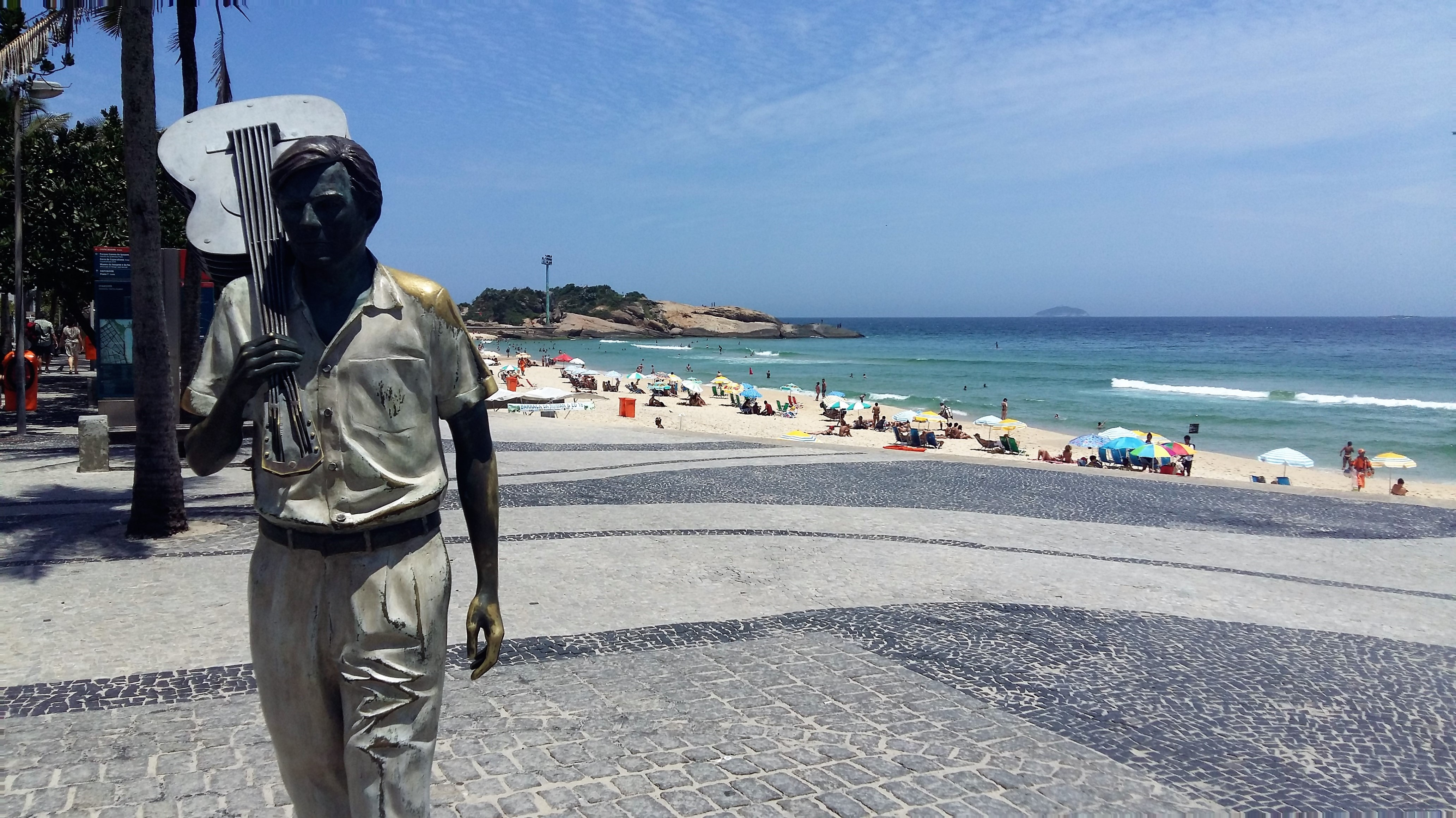
Скульптура Жобіма на пляжі в Іпанемі

- 1985 — Командор Ордена Мистецтв та літератури (Франція)[2][23]
- 1990 — Командор Ордена Ріу-Бранку (Бразилія)[24]
- 1968 — Премія BMI (Broadcast Music, Inc.) Latin Award за найбільш виконувану у США пісню Girl from Ipanema[25]
- 1994 — Премія BMI Latin Award за найбільш виконувану у США пісню Desafinado[26]
- 1999 — Пісня Girl from Ipanema визнана BMI однією з Top 100 пісень XX сторіччя[27]
- 1990 — Почесний доктор (Doctor Honoris Causa) університету Ріо-де-Жанейро[2]
- 1993 — Почесний доктор (Doctor Honoris Causa) Лісабонського університету[2]
- 1995 — Премія «Греммі» за краще виконання латинського джазу[28]
- Премія Зал слави «Латинської Греммі»
  - 2001 — за альбом The Composer of Desafinado Plays[29]
  - 2001 — за пісню Garota de Ipanema (The Girl from Ipanema)[29]
  - 2001 — за альбом Getz/Gilberto[29]
  - 2007 — за альбом Elis & Tom[21]
- 2012 — Премія «Греммі» за музичні досягнення протягом життя[30]

## Дискографія
| Сольні альбоми - 1963 António Carlos Jobim — The Composer of Desafinado Plays (LP, Verve V6-8547) - 1964 The Wonderful World of Antônio Carlos Jobim (LP, Warner WS-1611) - 1967 A Certain Mr. Jobim (LP, Warner WS-1699) - 1967 Wave (LP, CTI/A&M SP-3002) - 1970 Stone Flower (LP, CTI 6002) - 1970 Tide (LP, CTI/A&M SP-3031) - 1973 Matita Perê (LP, Philips 6349 071) - 1976 Urubu (LP, Warner BS 2928) - 1980 Terra Brasilis (LP, Warner 2B 3409) - 1987 Passarim (LP, Verve 833 234) - 1987 Inédito (CD, Ariola) - 1994 Antonio Brasileiro (LP/CD, Som Livre / Sony Music ) Компакт - 1972 Disco de Bolso — vol. 1 (CPS, Pasquim) Записи наживо - 1977 Gravado ao Vivo no Canecão (LP, Som Livre 403.6142) Міуша / Том Жобім / Токінью / Вінісіус ді Морайс - 1987 Rio Rivisited (LP, Verve 841.286.1) Гал Коста / Том Жобім - 2015 Um Encontro No Au Bon Gourmet (LP, Doxy – ACV2046) Том Жобім / Жуан Жілберту / Вінісіус ді Морайс / Os Cariocas (запис 1962 року) Саундтреки - 1959 Orfeu Negro — саундтрек до фільму (LP, Philips – B-76.470 R) - 1959 Black Orpheus — саундтрек до фільму (LP, Epic LN-3672) - 1967 Garota de Ipanema — музика до фільму (LP, Philips R-765.022 L) - 1970 The Adventurers — музика до фільму (LP, Paramount Records PAS-6001) - 1983 Gabriela — музика до фільму (LP, RCA Victor 103.0585) - 1983 Para Viver um Grande Amor — музика до фільму (LP, Discos CBS – 138.259) - 1985 O Tempo e o Vento — саундтрек до телесеріалу (LP, Som Livre – 403.6323) - 1986 Anos Dourados — саундтрек до телесеріалу (LP, Som Livre – 530.025) - 1991 O Dono do Mundo — саундтрек до теленовели (LP, Som Livre – 405.0017) | Альбоми, створені у співпраці або за безпосередньою участю - 1954 Rio de Janeiro — Sinfonia Popular em Tempo de Samba (10", Continental LPA-1000) Том Жобім / Біллі Бланку - 1956 Orfeu da Conceição (LP, Odeon MODB-3056) Том Жобім / Вінісіус ді Морайс - 1957 O Pequeno Príncipe (10", Festa LPI-1005) аудіокнига - 1957 Carícia (10", Odeon MODB-3076) Сільвія Теллес - 1958 António Carlos Jobim E Fernando César Na Voz De Agostinho Dos Santos (LP, Polydor LPNG 4.018) Том Жобім / Фернанду Сесар - 1958 Canção do amor demais (LP, Festa LDV 6.002) Елізет Кардозу - 1959 Amor de gente moça (LP, Odeon MOFB-3084) Сільвія Теллес - 1959 Chega de Saudade (LP, Odeon MOFB-3073) Жуан Жілберту - 1959 Por tôda a minha vida (LP, Festa LDV 6.006) Леніта Бруно - 1960 Brasília — Sinfonia da Alvorada (LP, Columbia LPCB-33001) Том Жобім / Вінісіус ді Морайс - 1960 O Amor, o Sorriso e a Flor (LP, Odeon MOFB-3151) Жуан Жілберту - 1961 João Gilberto (LP, Odeon MOFB-3202) Жуан Жілберту - 1963 Jazz Samba Encore! (LP, Verve V6-8523) Стен Гетц / Луїс Бонфа - 1963 Getz/Gilberto (LP, Verve V6-8545) Стен Гетц / Жуан Жілберту - 1964 Caymmi visita Tom (LP, Elenco ME-17) Дорівал Кайммі / Том Жобім - 1965 The Astrud Gilberto Album (LP, Verve V-8608) Аструд Жілберту - 1967 Francis Albert Sinatra & Antônio Carlos Jobim (LP, Reprise Records 1021) Френк Сінатра / Том Жобім - 1967 Antônio Carlos Jobim & Sérgio Mendes (LP, Elenco MEV-12) Сержіу Мендес / Том Жобім - 1974 Elis & Tom (LP, Philips 6349 112) Еліс Режина / Том Жобім - 1977 Miúcha & Antonio Carlos Jobim — vol. 1 (CPS, RCA Victor 101.0487) Міуша / Том Жобім - 1979 Miúcha & Tom Jobim — vol. 2 (CPS, RCA Victor 101.0683) Міуша / Том Жобім - 1981 Edu e Tom (LP, Philips 6328.378) Еду Лобу / Том Жобім |

| Найвідоміші пісні - 1956 Se Todos Fossem Iguais A Você — Том Жобім / Вінісіус ді Морайс (Someone to Light Up My Life — Джин Ліз) - 1958 A Felicidade — Том Жобім / Вінісіус ді Морайс - 1958 Chega de Saudade — Том Жобім / Вінісіус ді Морайс (No More Blues — Джон Гендрікс і Джессі Кавана) - 1959 Desafinado — Том Жобім / Ньютон Мендонса (Slightly Out of Tune — Джон Гендрікс і Джессі Кавана) - 1959 Samba de Uma Nota Só — Том Жобім / Ньютон Мендонса (One Note Samba) - 1960 Meditação — Том Жобім / Ньютон Мендонса (Meditation — Норман Гімбел) - 1960 Corcovado — Том Жобім (Quiet Nights of Quiet Stars — Джин Ліз) - 1960 Dindi — Том Жобім / Алоїзіу ді Олівейра - 1960 O Amor Em Paz — Том Жобім / Вінісіус ді Морайс (Once I Loved — Рей Гілберт) - 1962 Água de Beber — Том Жобім / Вінісіус ді Морайс (Drinking-Water — Норман Гімбел) | - 1962 Só Danço Samba — Том Жобім / Вінісіус ді Морайс (Jazz 'n' Samba — Норман Гімбел) - 1963 Insensatez — Том Жобім / Вінісіус ді Морайс ('How Insensitive — Норман Гімбел) - 1964 Inútil Paisagem — Том Жобім / Алоїзіу ді Олівейра (If You Never Come to Me — Рей Гілберт) - 1964 Garota de Ipanema — Том Жобім / Вінісіус ді Морайс (The Girl From Ipanema — Норман Гімбел) - 1967 Favela — Том Жобім / Вінісіус ді Морайс - 1967 Look to the Sky — Том Жобім - 1967 Triste — Том Жобім (Sad — Том Жобім) - 1967 Vou te Contar — Том Жобім (Wave — Том Жобім) - 1972 Águas de Março — Том Жобім (Waters of March — Том Жобім) |